# Laurazija
Laurazija je bila superkontinent koji se odlomio od pangejskog superkontinenta u kasnom mezozoiku. Uključivala je većinu kopnenih masa koje čine današnje kontinente sjeverne hemisfere. Prije oko 200 milijuna godina Laurazija se podijelila na kontinente po kojima je nazvana: Laurentiju (sada Sjeverna Amerika) i Euroaziju (bez Indije i Arabije). Nastali južni superkontinent nazvan je Gondvana.
Njegovo postojanje predložio je Alexander Du Toit, južnoafrički geolog, u “Našim lutajućim kontinentima” (1937.). Ova je knjiga bila preformulacija teorije pomicanja kontinenata koju je iznio njemački meteorolog Alfred Wegener. Dok je Wegener postulirao jedan superkontinent, Pangeu, Du Toit je teoretizirao da postoje dvije tako velike kopnene mase: Laurazija na sjeveru i Gondvana na jugu, odvojene oceanskim područjem zvanim Tetis. Smatra se da se Laurazija rascjepkala na sadašnje kontinente prije nekih 66 do 30 milijuna godina, interval koji obuhvaća kraj razdoblja krede i veliki dio razdoblja paleogena.

## Više informacija
- Alfred Wegener
- Pomicanje kontinenata
- Tektonika ploča